# Mauro Bolognini
Mauro Bolognini (Pistoia, Itàlia, 28 de juny de 1922 - Roma, 14 de maig de 2001) va ser un director de cinema italià. Va rodar comèdies durant els anys 1950 i va ser a la cima de la seva popularitat en els anys 1960 portant a la pantalla clàssics de la literatura signats per Pier Paolo Pasolini, Alberto Moravia, Italo Svevo, Vitaliano Brancati (Il Bell'Antonio , 1960) i d'altres.

## Biografia
Mauro Bolognini estudia arquitectura a Florència abans d'anar cap al cinema. Assistent de Luigi Zampa, després de Jean Delannoy, dirigeix la jove Sophia Loren en el seu primer paper important: Ci troviamo in galleria  (1953), que és també la seva primera direcció.
La seva carrera farà un gir quan col·labora amb els escriptors Alberto Moravia i Pier Paolo Pasolini, que l'inspiraran per crear La nit forta i La giornata balorda (1960).
Bolognini reflectirà assumptes tan delicats com la impotència sexual a Il bell'Antonio (1960, adaptació de la novela homònima de Vitaliano Brancati) o el desig incestuós a Agostino(1962), a partir d'un text d'Alberto Moravia.
A La viaccia (1961) adapta l'obra de Mario Pratesi i ho fa amb un sumptuós estil gairebé viscontià per reflectir els paisatges de la Toscana, interpretat per Jean-Paul Belmondo i Claudia Cardinale. El film va ser presentat al Festival de Cannes (França). Va guanyar dos premis Nastro d'argento el 1962, per Millor Vestuari i Millor Escenografia.
Fa una cosa semblant amb el Trieste que apareix a Senilità (1962) (adaptació de la novel·la homònima d'italo Svevo) o la Florència humbertina de Metello (1970), basada en el text de Vasco Pratolini.
Aquest estil personal es manifesta també en pel·lícules com L'assoluto naturale (1969), Libertad, amor mio (1973), Fatti di gent per bene  (1974), L'eredità Ferramonti, La storia vora della signora delle camelie i La villa del venerdì (1991).
Claudia Cardinale desborda passió a la pel·lícula Liberta, amor mio (1973), on aborda molt bé el seu paper, intensa dona casada amb un home que patirà les conseqüències del caràcter fortament anarquista i revolucionari de la seva dona, Líbera Valente, sempre rebel i vestida de vermell. La mítica actriu italiana ens convenç de l'intens sentir revolucionari del seu personatge, filla d'un anarquista i hereva del seu incontenible impuls alliberador, serveix de retrat de la Itàlia disconforme d'aquells anys en lluita contra els opressors feixistes, encara que desventuradament mor producte de bales feixistes al final.
L'eredità Ferramonti, és una pel·lícula de Bolognini dirigida el 1976. La pel·lícula és adaptació d'una novel·la de Gaetano Carlo Chelli. Ambientada a la Roma del rei Umberto I, entre el final del segle xix i principis del segle xx, explica l'ambigüitat, subterfugis i calculades maquinacions d'una jove ambiciosa, qui per mitjà del matrimoni passa a formar part d'una benestant família de la burgesia romana, pretenent pujar d'estatus gràcies a la seva vinculació amb diferents membres de la família, fins a ser desemmascarada. Pel·lícula de gran tensió dramàtica, amb una gran interpretació de Dominique Sanda. La cinta va estar en competició oficial en el Festival de Cannes de 1976, on l'actriu francesa Dominique Sanda va obtenir el premi a la Millor interpretació femenina.
La veritable història de La dama de les camèlies o La storia vora della signora delle camelie és una altra pel·lícula destacada de Bolognini, adaptant la novel·la d'Alexandre Dumas, on retrata la desventurada història del pòstum enamorament d'una prostituta parisenca tuberculosa, que després va donar inspiració a l'òpera de Verdi denominada La Traviata. Excel·lents actuacions d'Isabelle Huppert, Gian Maria Volonté i Bruno Ganz.

## Filmografia
Filmografia:
- 1953: Ci troviamo in galleria
- 1954: I cavalieri della regina
- 1955: La Vena d'oro
- 1955: Gli innamorati
- 1956: Guardia, guardia scelta, brigadiere e maresciallo
- 1957: Marisa la civetta
- 1958: Giovani mariti,
- 1959: La nit forta (La notte brava)
- 1960: Il Bell'Antonio (de Vitaliano Brancati)
- 1960: La Giornata balorda (d'Alberto Moravia)
- 1961: La Viaccia (de Mario Pratesi)
- 1962: Agostino (d' Alberto Moravia)
- 1962: Senilità (d'Italo Svevo)
- 1963: La Corruzione
- 1966: Madamigella di Maupin (de Théophile Gautier)
- 1967: Arabella
- 1968: Un novembre preciós (Un bellissimo novembre)
- 1969: L'assoluto naturale
- 1970: Metello (de Vasco Pratolini)
- 1971: Bubú de Montparnasse (Bubù)
- 1972: Imputazione di omicio per uno studente
- 1974: Fatti di gente perbene
- 1975: Libera, amore mio
- 1975: Per le antiche scale
- 1976: L'herència Ferramonti (L'eredità Ferramonti)
- 1977: Gran bollito
- 1981: La storia vera della signora delle camelie
- 1981: La Chartreuse de Parme (telefilm)
- 1986: Mosca addio
- 1986: La Venexiana
- 1992: La vil·la dels divendres (La villa del venerdì)

### Films d'esquetxos
Participa en nombrosos films d'esquetxos, especialitat italiana dels anys seixanta:
- 1965: Les quatre nines (Le bambole)
- 1966: Le Fate
- 1967: Les bruixes (Le streghe)
- 1968: Capriccio all'italiana
- 1969: Le Plus vieux métier du monde
- 1978: Vicis d'estiu

### Col·laboració amb Guarnieri
Contracta els serveis del director de fotografia Ennio Guarnieri, per:
- 1967: Arabella
- 1970: Metello (de Vasco Pratolini)
- 1971: Bubú de Montparnasse
- 1974: Fatti di gente perbene
- 1975: Per le antiche scale
- 1976: L'Eredità Ferramonti
- 1981: La storia vera della signora dalle camelie

## Premis i nominacions

### Premis
- 1962: Conquilla de Plata al millor director per Senilità
- 1966: Conquilla de Plata al millor director per Madamigella di Maupin

### Nominacions
- 1956: Palma d'Or per Gli innamorati
- 1958: Palma d'Or per Giovani mariti
- 1961: Palma d'Or per La viaccia
- 1970: Palma d'Or per Metello
- 1976: Palma d'Or per L'eredità Ferramonti